# 波羅的海攻勢
波羅的海攻勢，蘇聯方面又稱為波羅的海戰略攻勢行動，是德意志國防軍及蘇聯紅軍在1944年夏季及秋季在波羅的海地區進行的一系列戰役統稱。
蘇軍的波羅的海第1、第2及第3方面軍與德國中央集團軍及北方集團軍對陣，一系列戰役的結果是中央集團軍與北方集團軍的連繫被切斷及造成在拉脫維亞的庫爾蘭包圍戰。

## 建立階段

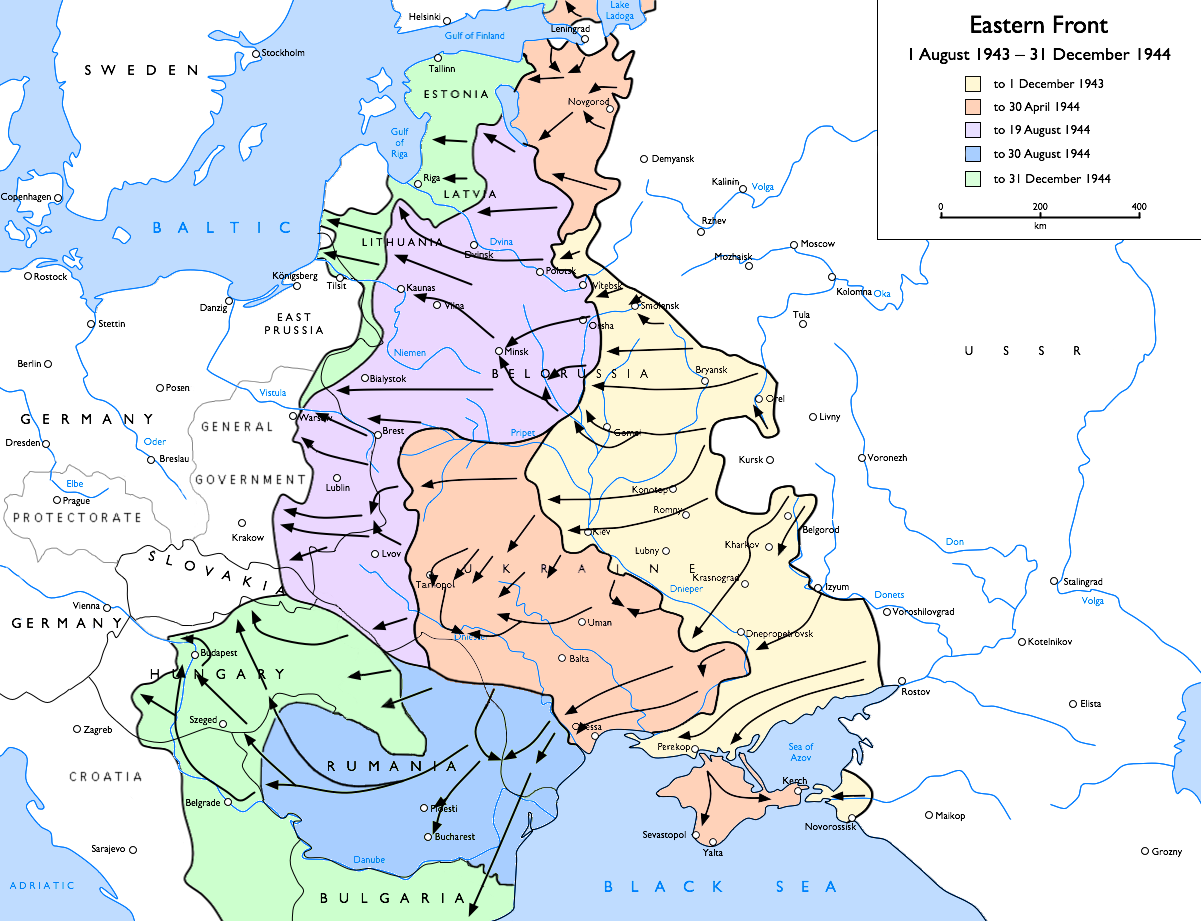
紅軍從1943年至1944年之攻勢

在1944年，德意志國防軍在整個東部戰線被迫全面後退，1944年2月，它們從靠近列寧格勒的前線撤向在愛沙尼亞的豹防線，到6至7月，中央集團軍又在巴格拉基昂行動中撤入波蘭，這給紅軍造成了一個向波羅的海地區進攻的機會，從而切斷這些德國集團軍之間的連繫。
1944年7月5日，跟隨著巴格拉基昂作戰，蘇軍實施希奧利艾行動，蘇軍第43、第51及第2親衛軍團進攻里加，其中第3親衛機械化軍作為進攻先鋒，它們於7月31日到達里加灣沿岸，第6親衛軍團佔領里加及向北面延伸其側翼，德軍的反應極為迅速及最初頗為成功，中央集團軍與北方集團軍的裝甲部隊協同行動，把到達海岸的蘇軍切斷及重新在中央集團軍和北方集團軍之間建立了30公里闊的走廊。德軍的進攻，代號團隊行動，由喬爾格-漢斯·萊因哈特上將指揮的德國第3裝甲軍團之德國第40裝甲軍及德國第39裝甲軍於1944年8月16日實施，行動是收復往希奧利艾的公路匯合處，這次進攻碰上波羅的海第一方面軍的縱深防禦，德軍在付出巨大代價後被迫在8月20日停止進攻，跟著的另一個代號凱撒行動亦以失敗告終，經過一段時間的喘息後，蘇聯最高統帥部命令於1944年9月14日至11月24日實施波羅的海攻勢。

### 戰鬥序列

#### 德軍
- 北方集团军群（费迪南德·舍尔纳）
  - “納爾瓦”集团军級分遣队
  - 第18集团军
  - 第16集团军
  - 第502重戰車营
- 中央集团军群（格奧爾格-漢斯·萊因哈特）
  - 第3装甲集团军
    - 第40装甲军
    - 第39装甲军
      - 大德意志装甲掷弹兵师
      - 第4装甲师
      - 第5装甲师
      - 第17装甲师

## 系列戰役

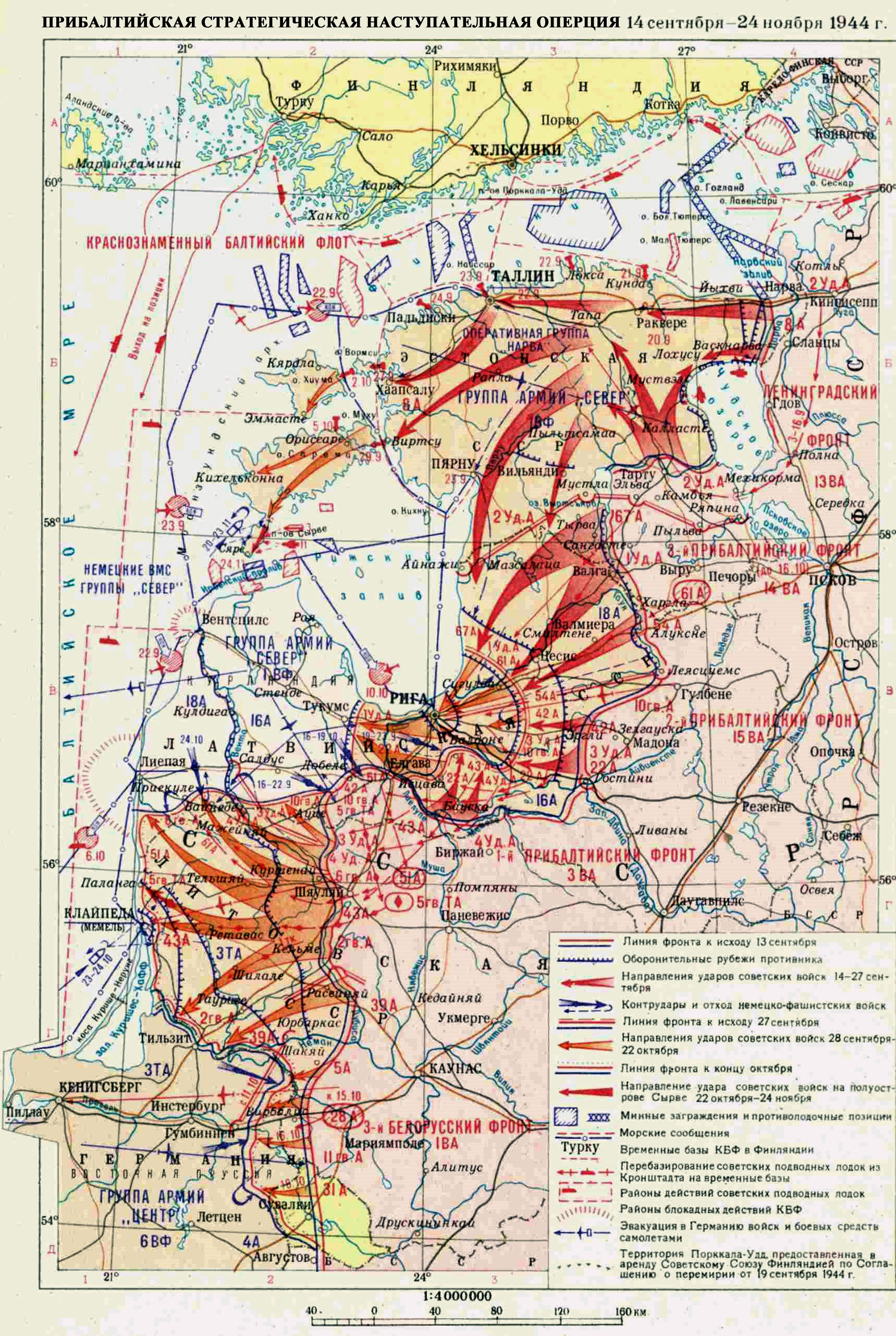
波羅的海攻勢

波羅的海攻勢包括一系列戰役，它們包括最後一階段在1944年9至10月的坦能堡防線戰役、團隊行動及凱撒行動，目的是重新建立北方集團軍與中央集團軍的接觸，之後一系列的行動包括在里加灣的愛沙尼亞島嶼上進行的登陸行動。

## 影響

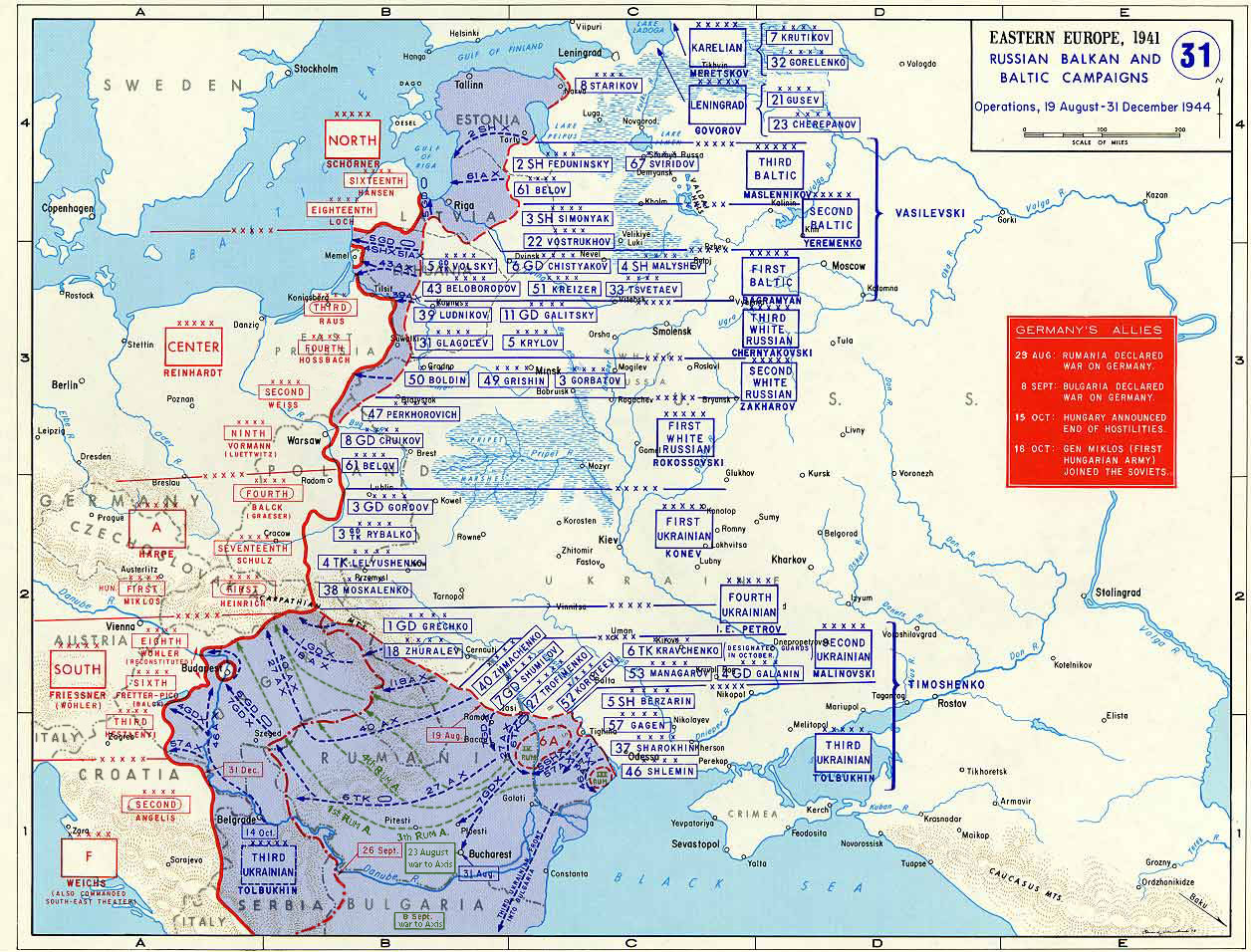
蘇軍從1944年8月19日至12月31日的行動

參戰的蘇軍各方面軍陣亡、失蹤、受傷及染病的約有280,000人，其結果令德軍被趕出愛沙尼亞及立陶宛。
德國北方集團軍的陸上交通線被永久切斷，仍佔據一個橋頭堡，1945年1月25日，阿道夫·希特勒將北方集團軍改名為库尔兰集團軍以承認沒有可能在库尔兰及東普魯士之間建立新的陸上通道，紅軍現在圍困了此集團軍，可以圍而不打及集中焦點在北翼以進攻東普魯士，不過蘇軍對库尔兰口袋的攻勢行動持續，直至該集團軍於1945年5月9日投降為止，共有200,000名德國士兵被關進蘇聯的集中營。
德軍指揮官免除了一些從當地徵召的士兵的兵役，但是，蘇軍指揮官在剛剛收復的波羅的海地區實施徵兵，當他們在其中一邊完成兵役，一些人消失在木林中以避免再服兵役。（請看森林兄弟）

## 附加參考
- Melzer, W. 'Der Kampf um die baltischen Inseln'
- Niepold, G. 'Panzeroperationen Doppelkopf und Cäsar'
- Ziemke, E.F. 'Stalingrad to Berlin'
- Bagramyan 'So schritten wir zum Sieg'
- The Courland Pocket ("Kurland Kessel") （页面存档备份，存于）
- Axishistory Forum Discussion （页面存档备份，存于）
- Link to external map of Eastern Front （页面存档备份，存于）
- The Story of Lithuanian Soldier （页面存档备份，存于）

## 附錄
1. ↑  Soviet casualties and combat losses in the twentieth century （页面存档备份，存于） London: Greenhill Books 1997
2. ↑  Duncan Anderson, Stephen Walsh, Lloyd Clark, "The Eastern Front", Zenith Imprint (2001), ISBN 0-7603-0923-X, p. 203
3. ↑  Alexander Stilwell, Max Hastings, Sir (FRW), "The Second World War: A World in Flames", Osprey (2004}, ISBN 1-84176-830-8, p. 343
4. ↑  Д. M. Проэктор, "Агрессия и катастрофа. Высшее военное руководство фашистской Германии во второй мировой войне", Глава восьмая. "Катастрофа", М.: Наука, 1972.
5. ↑  Д. Муриев, Описание подготовки и проведения балтийской операции 1944 года, Военно-исторический журнал, сентябрь 1984. Translation available, D. Muriyev, Preparations, Conduct of 1944 Baltic Operation Described, Military History Journal (USSR Report, Military affairs), 1984-9, pp. 22-28
6. ↑  1945年1月25日，阿道夫·希特勒更改3個集團軍的名字：德國北方集團軍被改名為库尔兰集團軍；德國中央集團軍被改名為德國北方集團軍及德國A集團軍被改名為德國中央集團軍。
7. ↑  D. Muriyev, Preparations, Conduct of 1944 Baltic Operation Described, Military History Journal (USSR Report, Military affairs), 1984-9, page. 27